# Violet Chachki
Paul Jason Dardo, conocido por su nombre artístico Violet Chachki (Atlanta, Estados Unidos: 13 de junio de 1992), es una drag queen, bailarín de burlesque, modelo, músico y personalidad televisiva estadounidense, conocida por haber ganado la séptima temporada de RuPaul's Drag Race en 2015.

## Biografía
Nacido en Atlanta, Georgia, su ascendencia es mitad ecuatoriana. Dardo empezó el drag a los 19 años, inicialmente bajo el nombre de Blair. El nombre "Violet" está inspirado en el personaje homónimo de la película Bound interpretado por Jennifer Tilly, mientras que "Chachki" es una variante de la palabra yiddish tchotchke, un objeto estrictamente decorativo y pequeño similar a una baratija.

## Carrera

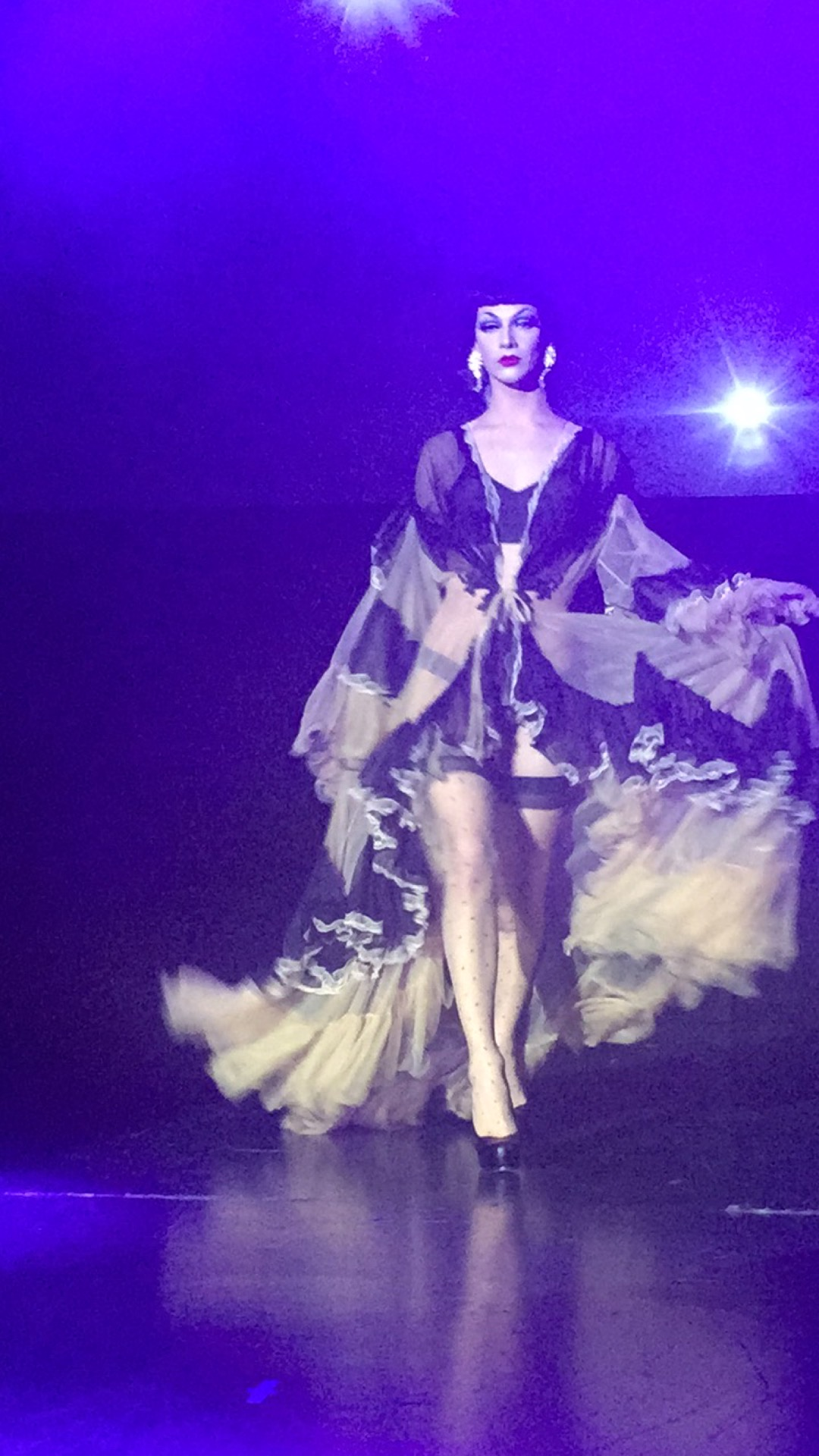
Violet Chachki en Copenhague

Violet actuó por primera vez en el bar LeBuzz en Marietta, Georgia. Usó muchas veces un carnet de identidad falso para actuar en clubes drag locales.

### 2011
En este año, Chachki ganó el título de Miss New Faces en Ponce, Atlanta, además que la drag queen Dax ExclamationPoint la adopta como su "hija drag". Se inscribió en la escuela de diseño de moda "SCAD-Atlanta", pero renunció más tarde para centrar su dedicación en el drag.

### 2012
En octubre de este año, Violet fue contratada como miembro del elenco regular de "The Other Show in the Jungle", dirigida por Edie Cheezburger. Los espectáculos que realizó le dieron una gran exposición y pronto se convirtieron en el mejor espectáculo de drag en la ciudad de Atlanta. En muy poco tiempo, creó una legión de fanáticos en Atlanta y trabajó con artistas de renombre como Alaska Thunderfuck 5000, Amanda Lepore y Lady Bunny.

### 2013
Chachki fue fotografiada para "Legendary Children". El proyecto se centró en la escena drag de Atlanta y se exhibió en la Galería 1526. Dos fotos que mostraban sus genitales y un gaff (accesorio íntimo utilizado para ocultar genitales masculinos) fueron cubiertas después de las quejas. La controvertida censura más tarde llamó la atención de la revista estadounidense Vice, que publicó un artículo sobre el hecho.

### 2014
Chachki aparece en la portada del sencillo "Cosplay" de Captain Murphy (que es el pseudónimo que utilizó el cantante Flying Lotus). También apareció en un comercial para el sencillo en Adult Swim. El 7 de diciembre del mismo año, Violet fue anunciada como una de las participantes de la séptima temporada de RuPaul's Drag Race, tras haber audicionado sin éxito para participar en la temporada previa. En el programa, la excelencia en la moda y los desafíos de diseño de ropa y el enfoque en las estéticas de Violet fueron muy notables.

### 2015
Durante el transcurso de RuPaul's Drag Race, Violet ganó tres desafíos y se convirtió en la tercera ganadora en la historia del programa en llegar a la final sin haber caído entre las dos peores a lo largo de toda la competición y la sexta en general. En el 1 de junio de este año, Violet Chachki fue coronada como la ganadora de la séptima temporada del programa, recibiendo el título de "Superestrella Drag Estadounidense", y siendo otorgada un año de suministro de cosméticos de Anastasia Beverly Hills y 100.000 dólares. Tras haber ganado, recibió un gran reconocimiento no solo en Estados Unidos sino internacionalmente. Aún en junio del mismo año, Chachki comienza su carrera como cantante, marcando el lanzamiento de su primer EP "Gagged" de género dance-pop y electro para el 30 de junio.

### 2017
En enero de este año, Dardo se unió a ‘’The Art of Teese’’, un show neo-burlesque dirigido por Dita Von Teese. En noviembre, se convirtió en la primera drag queen en una campaña publicitaria importante de lencería Bettie Page.

### 2018
En enero de este año, Chachki desfiló para Moschino en su colección de otoño 2018 en la Milan Fashion Week.

### 2019
En mayo de este año, Violet asistió a la Met Gala, donde la temática era ‘’Camp: Notes on Fashion’’, vistiendo un vestido de Moschino con forma de guante que fue diseñado por Jeremy Scott.

### 2023
En febrero de este año, Violet junto a Gottmik participó en los Grammy acompañando a Sam Smith y Kim Petras con su sencillo "Unholy"

## Estilo artístico
El estilo de Violet Chachki se caracteriza por su “obsesión con el glamur vintage”. Se le ha referido como “la encarnación viviente de un arquetipo femenino de los años 50” y ha citado a diseñadores como Christian Dior, Thierry Mugler y John Galliano como inspiraciones en su estilo, al igual que a íconos de la moda como Lady Miss Kier, Dovima, Dita Von Teese y Raquel Welch.
La influencia de la moda y el arte fetichista es un elemento principal en la estética de Chachki, con referencias a las subculturas del bondage y el látex, las ilustraciones de John Willie, imaginación dominatrix y Bettie Page. Le dijo a ‘’Design Scene’’ en 2016: “creo que el drag en sí mismo es más o menos un fetiche, es algo incómodo y creo que el bondage y el látex son incómodos y tienen la misma sensación… Creo que especialmente cuando verdaderamente estás sintiéndolo y sintiendo tu estilo y estás dispuesto a sufrir el dolor para de una manera presentarte de la manera en la que te quieres presentar… Pienso que eso es más o menos un fetiche. Creo que es casi exhibicionismo.” Chachki es reconocida por sus corsés estrechamente atados.

## Vida personal
Dardo es género fluido y no le importa que le llamen por "Violet" cuando no está en drag.

## Discografía

### EP
| Título | Detalles                                                                                        | Posiciones altas (Billboard) | Posiciones altas (Billboard) | Posiciones altas (Billboard) |
| Título | Detalles                                                                                        | US Dance                     | US Heat                      | US Indie                     |
| ------ | ----------------------------------------------------------------------------------------------- | ---------------------------- | ---------------------------- | ---------------------------- |
| Gagged | - Lanzamiento: 30 de junio de 2015 - Discográfica: Sidecar Records - Formatos: Descarga digital | 11                           | 16                           | 48                           |

### Sencillos
| Título          | Año  | Álbum    |
| --------------- | ---- | -------- |
| "Bettie"        | 2015 | Gagged   |
| "Vanguard"      | 2015 | Gagged   |
| "A Lot More Me" | 2018 | Sencillo |

### Otras apariciones
| Título                      | Año  | Otro(s) artista(s)        | Álbum                        |
| --------------------------- | ---- | ------------------------- | ---------------------------- |
| "Drop That Pimp"            | 2015 | RuPaul, Miles Davis Moody | RuPaul Presents: CoverGurlz2 |
| "I Run the Runway"          | 2015 | Miss Fame                 | Beauty Marked                |
| "The Night Before Christmas | 2015 | N/A                       | Christmas Queens             |

## Filmografía

### Televisión
| Año  | Título             | Rol                      | Notas                                                |
| ---- | ------------------ | ------------------------ | ---------------------------------------------------- |
| 2015 | RuPaul's Drag Race | Ella misma (concursante) | Temporada 7 – Ganadora                               |
| 2016 | RuPaul's Drag Race | Ella misma (invitada)    | Temporada 8 – "Keeping It 100!" (centésimo episodio) |

### Serie Web
| Año  | Título         | Papel      | Notas                                    | Ref.   |
| ---- | -------------- | ---------- | ---------------------------------------- | ------ |
| 2015 | ’ ‘Untucked’ ’ | Ella misma | Programa acompañado a RuPaul's Drag Race | [ 30 ] |

### Videos musicales
| Título                       | Año  | Director                  | Ref.   |
| ---------------------------- | ---- | ------------------------- | ------ |
| "Born Naked (Stadium Remix)" | 2015 | Steven Corfe              | [ 31 ] |
| "Bettie"                     | 2015 | Michael Serrato           | [ 32 ] |
| "Vanguard"                   | 2015 | Michael Serrato           | [ 33 ] |
| "I Run the Runway"           | 2016 | Ali Mahdavi               | [ 34 ] |
| "All the Rage"               | 2016 | Jungle George/Maluko Haus | [ 35 ] |
| "A Lot More Me"              | 2018 | Love Bailey               |        |
| "Mareux - The Perfect Girl"  | 2022 |                           |        |
| "Unholy"                     | 2022 | Floria Sigismondi         |        |

### Canal de Youtube
| Nombre           | Seguidores | N.º Vídeos      |
| ---------------- | ---------- | --------------- |
| "Violet Chachki" | 209K       | 47 (15/08/2020) |

| Predecesora: Bianca del Rio | Ganadora de RuPaul's Drag Race 2015 | Sucesora: Bob The Drag Queen |